# Microcomputadora de 8 bits
La microcomputadora de 8 bits se caracteriza porque el microprocesador tiene los registros internos de un tamaño de 8 bits, entonces normalmente maneja flujos de datos con un ancho de banda de 8 bits. Estas computadoras fueron muy populares en la década de 1980.

## Modelos de microcomputadora de 8 bits
- Spectrum o ZX Spectrum
- MSX
- Commodore 64
- Amstrad
- TRS-80

- Datos: Q6013225